# 東正実
東 正実（あずま まさみ、1980年5月5日 - ）は、日本の俳優、声優。神奈川県横浜市出身。プロダクション・タンク所属。

## 人物
鶴見大学卒業。文学座附属演劇研究所研修科卒業。
特技は剣道、サッカー、野球、バレーボール、歌、口笛、滝行、気功整体。資格は調理師免許、中型自動車免許、国語教員免許（中学・高校）。

## 出演

### テレビドラマ
- 悪魔の弁護人・御子柴礼司 〜贖罪の奏鳴曲〜
- AKBホラーナイト アドレナリンの夜
- 鍵のない夢を見る
- 家政夫のミタゾノ
- 監査役野崎修平
- 再雇用警察官
- CONTROL〜犯罪心理捜査〜
- 再雇用警察官2
- 死の臓器
- 白い濁流
- 砂の器
- スリル!〜赤の章・黒の章〜
- 高杉さん家のおべんとう
- ちむどんどん
- DOCTORS〜最強の名医〜
- パーフェクト・ブルー
- 8.12日航ジャンボ機墜落事故 30年の真相
- ロト6で3億2千万円当てた男

### Webドラマ
- 家政負のヒカル
- 死神さん2

### テレビ番組
- エチカの鏡〜ココロにキクTV〜
- 奇跡体験!アンビリバボー
- サキヨミLIVE
- 笑題
- 背番号クロニクル
- 総合診療医ドクターG
- ためしてガッテン
- 中居正広の金曜日のスマたちへ
- 未来創造堂

### 映画
- 聯合艦隊司令長官 山本五十六（2011年）
- もしも徳川家康が総理大臣になったら（2024年）

### 特撮
- 宇宙戦隊キュウレンジャー（2017年）

### テレビアニメ
- To LOVEる -とらぶる-（2008年、通行人）
- Phantom 〜Requiem for the Phantom〜（2009年）
- NARUTO -ナルト- 疾風伝（2010年、外人の旅人）
- トータル・イクリプス（2012年、イゴーリ・ベリャーエフ）
- トリアージX（2015年、荒波秀夫）
- 名探偵コナン（2018年、加納幸三）

### OVA
- HELLSING（2009年、傭兵[3]）

### ゲーム
- マブラヴ オルタネイティヴ トータル・イクリプス（2013年、イゴーリ・ベリャーエフ博士）
- 黒い砂漠（2015年）
- キャプテン・アース（2015年）
- 遙かなる時空の中で6（2015年）
- ソウルキャリバーVI（2018年）
- 原神（2020年）
- 未定事件簿（2021年）
- メギド72（2021年 - 2023年、ゲイボルグ[4]）
- ファイナルファンタジーXVI（2023年）

### 吹き替え

#### 映画
- アメイジング・スパイダーマン
- アメリカン・エネミーズ
- ウィッチマウンテン/地図から消された山
- ウルヴァリン:X-MEN ZERO
- エスパー
- 幻影師アイゼンハイム
- The Confession -コンフェッション-
- ジャックとジル
- ジャック・ハンター クリスタル・ロッドの謎
- 第7鉱区
- DOOM/ドゥーム:アナイアレーション（ベトルーガー博士）
- ブーリン家の姉妹
- マルセイユの決着
- やさしい嘘と贈り物
- 山猫は眠らない8 暗殺者の終幕
- ユナイテッド93
- リミットレス
- レッドクリフ

#### テレビドラマ
- iCarly
- IRIS-アイリス-（ファン室長）
- ER XV 緊急救命室 #14（若い頃のオリバー・コスティン〈コヴァール・マクルーア〉）
- 救命医ハンク セレブ診療ファイル
- クリミナル・マインド FBI行動分析課
- The Sinner -隠された理由-（ルー）
- サム&キャット
- シークレット・サークル
- 食客
- Channel ZERO: ドリーム・ドア（ビル・ホープ）
- CHASE/逃亡者を追え!
- 薔薇の名前
- パワーレンジャー・S.P.D.（ミスティコン）
- ブラザーズ&シスターズ
- フラッシュフォワード
- プリティ・リトル・ライアーズ
- ブルーブラッド シーズン2
- 冒険野郎マクガイバー
- ミディアム 霊能者アリソン・デュボア
- ユーリカ シーズン4
- 名探偵モンク
- ライ・トゥ・ミー 嘘は真実を語る

#### テレビ番組
- サバイバー（コーチ）
- トップ・シェフ

#### アニメ
- カーズトゥーン メーターの世界つくり話
- フィニアスとファーブ

### ボイスオーバー
- 世界のドキュメンタリー
- ごはん生活大百科
- ミス・ホアンのお手軽チャイニーズ

### ナレーション
- AmazonAudible「家康、家を建てる」
- 日興アセットマネジメント

### CF
- 裁判員制度告知

### VP
- 面接
- 火災原因調査
- ドライバー向け交通安全（キャラクターの声）
- メンタルヘルス

### 舞台
- Drama Reading Project
  - シェルショック
  - 高崎山殺人事件
- 自主企画公演
  - 熱海殺人事件
- 文学座附属研究所
  - わたしの夢は舞う
  - 少女仮面
  - 二号
  - 天保十二年のシェイクスピア
  - 冬の入口
  - 患者には見えないラ・マンチャの王様の裸
  - 雨空
  - 祭の出来事
  - 山脈
  - 谷間の女たち